# 异侧马雷蛤
是弯锦蛤目豌豆蛤科豌豆蛤属的一种。主要分布于中国大陆、台湾，常栖息在深海、水深600-700米的软泥底。